# طبرخي
الطَبْرَخِيّ أو الكوتابركا (بالإنجليزية: Gutta-percha)‏ هو نوع من الأشجار الاستوائية التي تنمو طبيعيًا في جنوب شرق آسيا وشمال أستراليا. يُستخدم مصطلح كوتابركا أيضًا للإشارة إلى لثى طبيعي غير مرن يُنتج من نسغ هذه الأشجار. من الناحية الكيميائية، يتكون الطبرخي من متعدد التربين ومكثور الآيزوبرين أو متعدد الآيزوبرين (المطاط). كان هناك استخدام كثيف للطبرخي في النصف الثاني من القرن التاسع عشر، خصوصاً بصورة عازل لكوابل البرق الممدّدة تحت الماء مما أدى إلى حصاد غير مستدام وانهيار التوريد.
تأتي كلمة «كوتابركا» من اسم النبتة في اللغة الملايوية "getah perca" والتي تُترجم إلى نسغ البركا.

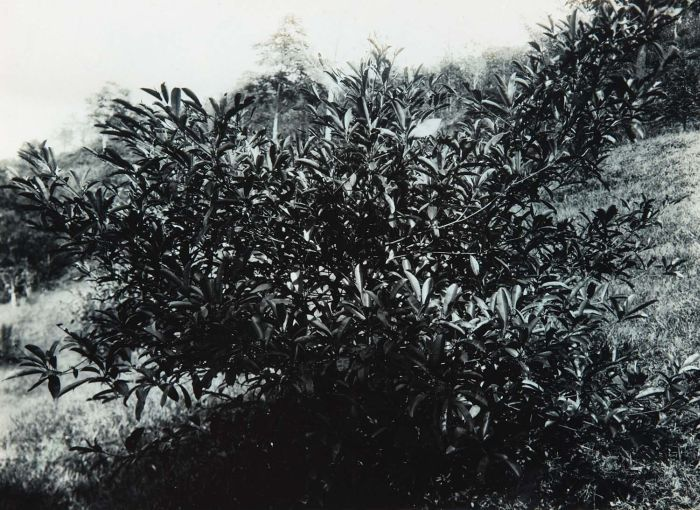
شجرة الطبرخي

## الوصف
يتراوح طول الشجرة من 5-30 مترًا، ويصل قطر الجذع إلى مترٍ واحدٍ. الأوراق دائمة الخضرة، مرتبة تناوبيًا أو حلزونيًا، بسيطة، ذات حافة كاملة، يبلغ طولها 8–25 سم، تأخذ اللون الأخضر اللامع من الأعلى، ومن الأسفل عادةً الأصفر أو الأخضر الشاحب. تظهر الزهور في عناقيد صغيرة على السيقان، كل زهرة مع تويج أبيض مع 4-7 (غالبًا 6) فصوص حادة. الثمرة عوزة بيضوية يبلغ طولها 3-7 سم، وتحتوي على 1-4 بذور. وثمار كثير من أنواع الشجرة صالحة للأكل.

التركيب الكيميائي للطبرخي

## الاستخدامات

### الإلكترونيات
لثى الطبرخي رَجُوع وخامل أحيائيًا، وهو عازل كهربائي جيد يملك شدة عزل عالية. كما أن خشب العديد من أنواع الطبرخي قيّم.
اكتشف المخترعون الغرب خصائص لثى الطبرخي في 1842م، على الرغم من أن السكان المحليين في موطنها الملايوي كانوا يستخدمونها في مختلف التطبيقات لقرون. عملية تبخير هذا السائل وتخثيره تحت أشعة الشمس أنتجت لثىً يمكن جعله مرناً من جديد بالماء الحار، لكن لا يُصبح هشّا على عكس المطاط قبل اكتشاف الفلكنة.
في 1845م، كانت كوابل البرق المعزولة بالطبرخي تُصنع في المملكة المتحدة، حيث مثّل المادة العازلة لبعضٍ من أوائل كوابل البرق البحرية، بما في ذلك الكابل الأول العابر للأطلسي. كان الطبرخي مناسبًا لهذا الاستخدام على وجه الخصوص، حيث لم يتعرض للهجوم من النباتات والحيوانات البحرية، وهي المشكلة التي عطلت كوابل بحرية سابقة. كانت المادة مكونًا أساسيًا في مركب تشاترتون الذي كان يُستخدم عازلًا لكوابل البرق والكوابلالكهربائية الأخرى، لكن خاصية العزل المتفوقة لمتعدد الإيثيلين حلت مكانها الآن.

### طب الأسنان
نفس خاصية الخمول الحيوي التي جعلت منها مناسبة للكوابل البحرية، تجعلها أيضًا لا تتفاعل تلقائيًا داخل جسم الإنسان، ولذى يجري استخدامها في مختلف الأجهزة الجراحية وفي التطبيقات السنية أثناء علاج قنوات الجذر. الطبرخي هي المادة الأكثر استخدامًا لسد وحشو المساحة الفارغة داخل جذر سن أُجريت عليه معالجة لبية. خصائصه الفيزيائية والكيميائية، التي تشمل على - تعدادًا لاحصرًا -الخمول والتوافق الحيوي ونقطة الانصهار والمطيلية وقابلية الطرق، ضمنت لها دورًا مهمًا في حقل طب لب الأسنان.

### أخرى
في منتصف القرن التاسع عشر، كان الطبرخي يُستخدم أيضًا في صناعة الأثاث، خصوصًا من قبل شركة كوتابركا (بالإنجليزية: Gutta-Percha Company)‏ التي تأسست عام 1847م. وقد عُرض العديد من هذه القطع المزخرفة والتي امتازت بالطابع الإحيائي في المعرض الكبير عام 1851م في الهايد بارك في لندن.